# شینگو آراکی
شینگو آراکی (انگلیسی: Shingo Araki; ۱ ژانویهٔ ۱۹۳۹ – ۱ دسامبر ۲۰۱۱) کارگردان پویانمایی، پویانما، مانگاکا، و تهیه‌کننده تلویزیونی اهل ژاپن بود.